# Moulin-sous-Touvent
Moulin-sous-Touvent è un comune francese di 229 abitanti situato nel dipartimento dell'Oise della regione dell'Alta Francia.

## Società

### Evoluzione demografica
Abitanti censiti